# Laouto

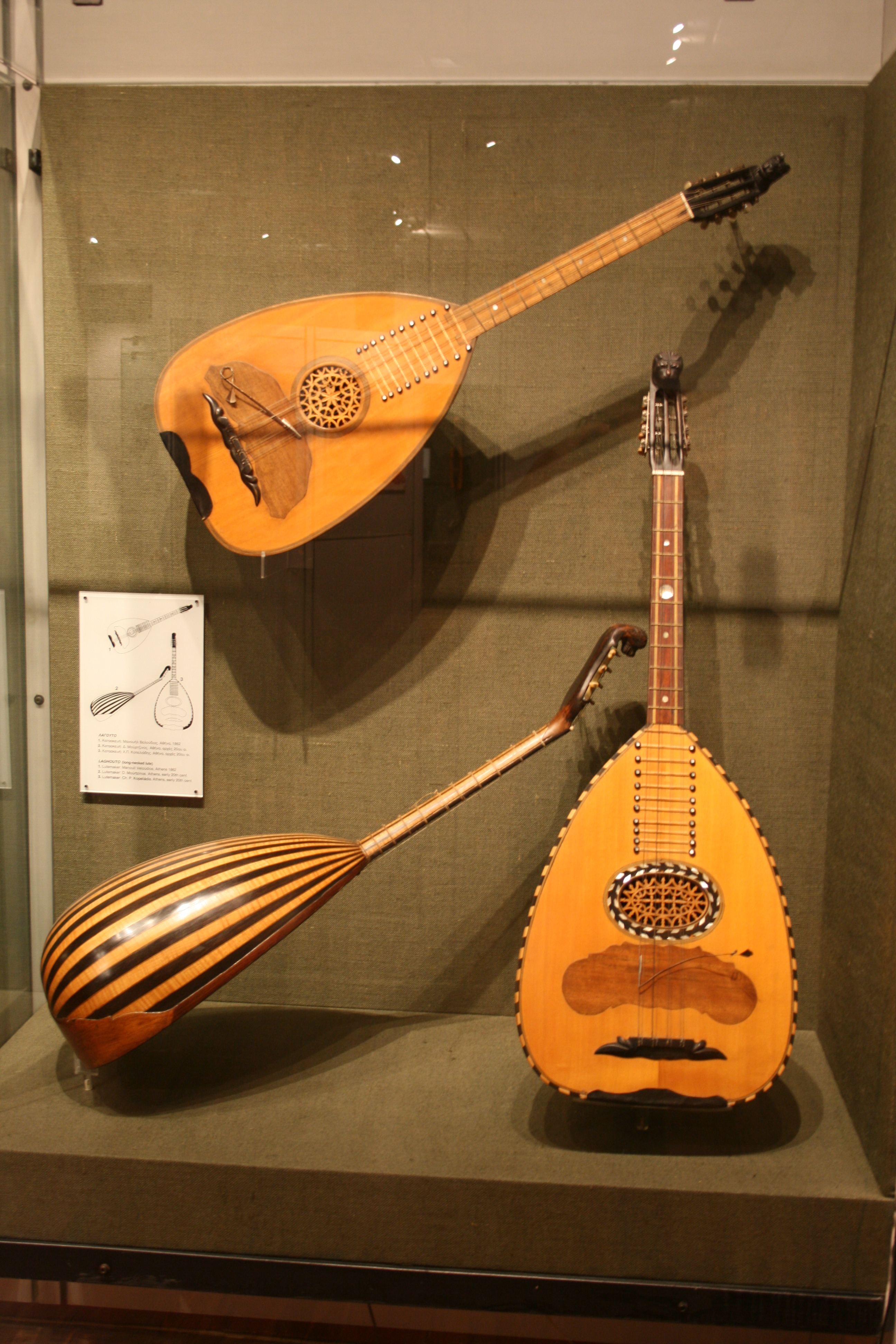
Laouto aus dem 19. und 20. Jahrhundert im Museo Ellinikon Laikon Musikon Organon, Athen

Laouto, griechisch λαούτο, sprich laúto (n. sg.), ist eine in der griechischen Musik gespielte Langhalslaute. Andere Schreibweisen sind lagouto (λαγούτο) und lavouto (λαβούτο).
Das Wort laouto leitet sich vom arabischen al-ʿūd (العود, wörtlich ‚das Holz‘, zur Bezeichnung des oud) her. Auch das Instrument selbst ähnelt arabischen und türkischen Lauten, etwa der türkischen saz. Heute hat es üblicherweise vier Doppelsaiten aus Stahl, die mit einem Plektron gezupft werden. Die Saiten werden meist in Quinten gestimmt, wobei die beiden Saiten eines Chors unisono oder im Oktavabstand gestimmt werden. Das erste Saitenpaar liegt eine Quarte über dem zweiten, das Instrument wird also rückläufig gestimmt. Die Instrumente des Festlands sind meist auf C-G-D-a gestimmt, das vom Korpus her größere, typisch kretische laouto liegt eine Quart tiefer (G-D-A-e). Es kommen zahlreiche weitere Varianten der Saitenstimmung vor.
Die laouto ist ein typisches Begleitinstrument der Volksmusik und der Volkstänze Griechenlands, besonders der Zyperns, Kretas und der Inseln des Dodekanes. Nur selten wird die laouto auch als Soloinstrument eingesetzt, häufig um Passagen melodisch zu füllen, in denen das Soloinstrument aussetzt. Als Melodieinstrumente dienen vorrangig Geige, Lyra oder Bouzouki. 
Eine laouto mit ihrem runden Korpus ist handwerklich aufwendig herzustellen. Mit der leichter zu spielenden und günstigeren Gitarre ist jedoch die ursprüngliche tonale Färbung der traditionellen Musik nicht zu erreichen.